# Wereldkampioenschappen badminton junioren 2012
De 14e editie van de Wereldkampioenschappen badminton junioren werden in 2012 georganiseerd door de Japanse stad Chiba.

## Individuele wedstrijd

### Medaillewinnaars
| Onderdeel      | 1e plaats                            | 2e plaats                             | 3e plaats                   |
| -------------- | ------------------------------------ | ------------------------------------- | --------------------------- |
| Jongens enkel  | Kento Momota                         | Xue Song                              | Hsu Jui-ting                |
| Jongens enkel  | Kento Momota                         | Xue Song                              | Heo Kwang-hee               |
| Meisjes enkel  | Nozomi Okuhara                       | Akane Yamaguchi                       | Sun Yu                      |
| Meisjes enkel  | Nozomi Okuhara                       | Akane Yamaguchi                       | Aya Ohori                   |
| Jongens dubbel | Lee Chun Hei Ng Ka Long              | Takuto Inoue Yuki Kaneko              | Pei Tianyi Zhang Ningyi     |
| Jongens dubbel | Lee Chun Hei Ng Ka Long              | Takuto Inoue Yuki Kaneko              | Wang Yilu Liu Yuchen        |
| Meisjes dubbel | Lee So-hee Shin Seung-chan           | Yu Xiaohan Huang Yaqiong              | Kim Hyo-min Lee Min-ji      |
| Meisjes dubbel | Lee So-hee Shin Seung-chan           | Yu Xiaohan Huang Yaqiong              | Chow Mei Kuan Lee Meng Yean |
| Gemengd dubbel | Edi Subaktiar Melati Daeva Oktaviani | Alfian Eko Prasetya Shella Devi Aulia | Wang Yilu Huang Yaqiong     |
| Gemengd dubbel | Edi Subaktiar Melati Daeva Oktaviani | Alfian Eko Prasetya Shella Devi Aulia | Liu Yuchen Chen Qingchen    |

## Team wedstrijd
| Einduitslag: |                |     |            |     |                  |     |             |
| Nr.          | Land           | Nr. | Land       | Nr. | Land             | Nr. | Land        |
| Goud         | China          | 9.  | India      | 17. | Australië        | 25. | Tsjechië    |
| Zilver       | Japan          | 10. | Duitsland  | 18. | Verenigde Staten | 26. | Ierland     |
| Brons        | Zuid-Korea     | 11. | Singapore  | 19. | Frankrijk        | 27. | Bulgarije   |
| 4.           | Indonesië      | 12. | Nederland  | 20. | Finland          | 28. | Zuid-Afrika |
| 5.           | Chinees Taipei | 13. | Filipijnen | 21. | Canada           | 29. | Oekraïne    |
| 6.           | Maleisië       | 14. | Vietnam    | 22. | België           | 30. | Oezbekistan |
| 7.           | Thailand       | 15. | Engeland   | 23. | Turkije          |     |             |
| 8.           | Hong Kong      | 16. | Rusland    | 24. | Sri Lanka        |     |             |

## Medailleklassement
|   | Land           | Goud | Zilver | Brons | Totaal |
| - | -------------- | ---- | ------ | ----- | ------ |
| 1 | Japan          | 2    | 3      | 1     | 6      |
| 2 | China          | 1    | 2      | 5     | 8      |
| 3 | Indonesië      | 1    | 1      | 0     | 2      |
| 4 | Zuid-Korea     | 1    | 0      | 3     | 4      |
| 5 | Hongkong       | 1    | 0      | 0     | 1      |
| 6 | Chinees Taipei | 0    | 0      | 1     | 1      |
| 6 | Maleisië       | 0    | 0      | 1     | 1      |

Jakarta 1992 · 
Kuala Lumpur 1994 · 
Silkeborg 1996 · 
Melbourne 1998 · 
Guangzhou 2000 · 
Pretoria 2002 · 
Vancouver 2004 · 
Incheon 2006 · 
Auckland 2007 · 
Poona 2008 · 
Alor Setar 2009 · 
Guadalajara 2010 · 
Taipei 2011 · 
Chiba 2012 ·
Bangkok 2013 ·
Alor Setar 2014 ·
Lima 2015